# Fædreland
Fædreland er en betegnelse for den nation, som en person hører hjemme i. Sprogligt hentyder det til, at det er ens forfædres land.
Betegnelsen bliver ofte brugt med et vist anstrøg af nationalisme og patriotisme.
Kærlighed til fædrelandet, Fædreneland! ved den bølgende strand og Venner, ser på Danmarks kort er sange fra Højskolesangbogen med hvor "fædreland" nævnes.
| Samfund | Spire Denne samfundsartikel er en spire som bør udbygges. Du er velkommen til at hjælpe Wikipedia ved at udvide den. |